# 聂拉木乌头
聂拉木乌头（学名：Aconitum nielamuense）为毛茛科乌头属下的一个种。

## 扩展阅读
- 維基物種上的相關：聂拉木乌头